# Strugari
Strugari – wieś w Rumunii, w okręgu Bacău, w gminie Strugari. W 2011 roku liczyła 707 mieszkańców.